# Bandar Abbas
Bandar Abbas of Bandar-e 'Abbas (Perzisch:بندر عباس) is een havenstad in Iran. Bandar Abbas is strategisch gelegen aan de slechts 40 km brede Straat van Hormuz, recht tegenover de Verenigde Arabische Emiraten en Oman. De stad is de hoofdstad van de provincie Hormozgān en telt circa 527.000 inwoners (2016). Tegenover de stad liggen de eilanden Hormuz, Larak en het veel grotere Qishm. 
De haven van Bandar Abbas is de grootste van Iran, en in de stad is het hoofdkwartier van de Iraanse marine gevestigd. Bandar Abbas is een belangrijke haven voor de export van aardolie en voor de handel met India. Via de internationale luchthaven kan men binnenlandse bestemmingen bereiken maar ook Dubai en Sharjah in de Verenigde Arabische Emiraten. Een 1330 km lange route over land voert naar Teherān.

## Economie
De stad is een producent van dadels, citrusvruchten, tabak en fabrieksgoederen (zoals tonijn in blik). Mineralen zoals Yellowcake-uranium worden uit de Gchine-mijn gewonnen (ongeveer 20 ton per jaar). Bandar Abbas is de locatie van een in China gebouwde productiefaciliteit voor de productie en upgrade van Silkworm-kruisraketten (CSS-N-2). Dit handelsknooppunt exporteert transitgoederen, dadels, citrusvruchten, tabak en visserijproducten. De stad was vroeger beroemd om zijn export van Perzisch aardewerk, vervaardigd uit kaolien.

## Transport
Bandar Abbas International Airport heeft de capaciteit en faciliteiten voor het ontvangen van grote transportvliegtuigen. De stad is bereikbaar via de volgende snelwegen:
- Bandar Abbas-Sirjan, 300 km naar het noordoosten.
- Bandar Abbas-Kerman, 484 km naar het noordoosten.
- Bandar Abbas-Shiraz, 650 km naar het noorden.
- Bandar Abbas-Zahedan, 722 km naar het oosten.

Sinds 1993 is Bandar Abbas het zuidelijke eindpunt van de belangrijkste noord-zuidlijn van de Islamitische Republiek Iraanse Spoorwegen (IRIR), verbonden met Yazd, Qom, Teheran en Qazvin in het noorden.

## Geschiedenis

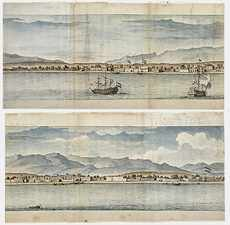
Bandar Abbas of Gamron in 1704 door de VOC

De stad was bekend onder de naam Gamru of Gamron. In 1507 vestigden de Portugezen zich in de regio en kreeg Perzië voor het eerst te maken met westerse mogendheden. In 1612 veroverden de Portugezen de stad Gamron, die zij Comorão noemden. In 1615 veroverde Sjah Abbas I de Grote de stad op de Portugezen, met hulp van de Britse Oost-Indische Compagnie. Na deze overwinning veranderde Abbas de naam in Bandar-e Abbas, 'haven van Abbas'.
Vanuit Bandar Abbas werd in heel Perzië handel in zijde gedreven. De stad werd een belangrijke overslagplaats voor de handel tussen Engeland, Nederland en India, met name voor specerijen.
In 1623 vestigde de koopman Huibert Visnich namens de VOC een handelsmissie in Bandar Abbas, de eerste in Perzië. In 1625 viel een gecombineerde Engels-Nederlandse vloot de Portugezen aan bij Bandar Abbas en nam de controle over de handelsposten over. Al snel overtroefde de Nederlandse Oost-Indische Compagnie haar Engelse tegenhanger en had uiteindelijk, vanaf 1654, de volledige controle over de lokale specerijen- en zijdehandel, door inbeslagname van meerdere Engelse schepen en na een zeeslag op 29 januari 1654. De Nederlanders behielden de volledige controle over de handel tot 1765, toen de huur voor de handelsmissie en een fort niet voldaan werd. 
Tussen 1794 en 1868 stond Bandar Abbas onder controle van het Sultanaat van Oman en Zanzibar via een huurovereenkomst met Perzië. De Omani's beheersten de kuststrook van ongeveer 100 mijl van Sadij tot Khamir, ongeveer 30 mijl landinwaarts tot aan Shamil en de eilanden Hormuz en Qishm.
Een zware aardbeving op 9 juli 1902 verwoestte delen van de stad.
Mohammad Reza Pahlavi gaf veel aandacht aan Bandar Abbas. In 1955 was Bandar Abbas nog een kleine vissershaven met ongeveer 17.000 inwoners, maar na grote investeringen werd het een belangrijke havenstad met een half miljoen inwoners in 2016. Er zijn terminals voor containers, stukgoed, droge bulk en olie en olieproducten. De haven bestaat uit twee delen, Bandar Shahid Bahonar of de oude haven en het Shahid Rajaee Port Complex, een moderne en grotere haven. De oude haven ligt ten noorden van het eiland Qishm. Het is 31 hectare groot met zes ligplaatsen en twee pieren voor olietankers. In de omgeving staan fabrieken en de grootste raffinaderij van Iran. De Shahid Rajaee Port Complex ligt ten westen van de stad en beslaat een oppervlakte van 160 hectare. Schepen met een diepgang van 12 meter kunnen aan- en afmeren. Hier is ook een grote containerterminal. Verder liggen nabij de haven nog een marinebases en een speciale economische zone. 
Op 27 april 2025 vond er een krachtige explosie plaats in de haven, het dodental werd geschat op 65, terwijl meer dan 1000 mensen gewond raakten.